# Hipposideros khasiana
Hipposideros khasiana (Thabah, Rossiter, Kingston, Zhang, Parsons, Mya Mya, Zubaid & Jones, 2006) è un pipistrello della famiglia degli Ipposideridi endemico dell'India.

## Descrizione

### Dimensioni
Pipistrello di medie dimensioni, con la lunghezza dell'avambraccio di 62,77±1,16 mm nei maschi e 64,18±1,57 mm nelle femmine, un peso fino a 17,04±1,95 g nei maschi e 20,40±3,08 g nelle femmine.

### Aspetto
Si tratta di una forma criptica, esternamente indistinguibile da Hipposideros larvatus, dalla quale si differenzia soltanto nella frequenza degli impulsi dell'ecolocazione pari a 85 kHz.

## Biologia

### Alimentazione
Si nutre di insetti.

## Distribuzione e habitat
Questa specie è conosciuta soltanto nello stato indiano orientale del Meghalaya.

## Conservazione
Questa specie, essendo stata scoperta solo recentemente, non è stata sottoposta ancora a nessun criterio di conservazione.